# Зимин, Анатолий Михайлович
Анатолий Михайлович Зимин — главный конструктор - начальник отделения № 22 АО "НПП «Дельта», лауреат Государственной премии СССР.
Родился 2 сентября 1936 года в Москве.
В 1955—1958 гг. служил в Советской Армии, в этот период окончил школу младших авиационных специалистов по специальности «механик по радиооборудованию самолетов».
С 1959 по 1963 гг. работал на различных должностях в «почтовых ящиках».
С 1963 г. в НПО «Дельта» (АО "НПП «Дельта»), где и работает в настоящее время (2016), последняя должность — главный конструктор-начальник отделения № 22.
В 1965 г. окончил вечернее отделение Московского авиационного института по специальности «радиотехника».
Конструктор управляемого ракетного оружия. Под его руководством и при его непосредственном участии разработано и внедрено в серийное производство более десяти изделий специального вооружения.
Получил более 20 авторских свидетельств на изобретения.
В период акционирования (1992—1993) — председатель Совета трудового коллектива НПО «Дельта».
Лауреат Государственной премии СССР. Награждён орденом «Знак Почёта». Почётный работник отрасли боеприпасов и спецхимии.